# セレビ・ピクウェ
セレビ・ピクウェ（Selebi-Phikwe）は、ボツワナの都市。ボツワナ北東部に位置し、セントラル地区 (ボツワナ)に属する。

## 概要
人口49849人（2001年）。セレビ・ピクウェにはボツワナの重要な輸出品となっているニッケルと銅の鉱山があり、精錬など関連産業も立地している。セレビ・ピクウェでの採鉱はバマングワト・コンセッション社が行っている。同社は銅･ニッケル鉱石を採掘し、鉄道でジンバブエや南アフリカに輸送する。
かつてセレビ・ピクウェには、鉱山での電力需要をまかなうための火力発電所が存在した。それは1980年代後半まではボツワナ唯一の発電所だった。モルプーレに火力発電所ができるとこの発電所は閉鎖され、現在は南アフリカから電力を購入している。

## 歴史
この地にはもともとセレビとピクウェという二つの村が存在したが、1960年代にこの二つの村の中間地点に銅とニッケルの鉱脈が発見され、1973年に採掘が開始されると労働者が流入し、この中間地点にできた街はセレビ・ピクウェと名づけられた。

## 交通

### 鉄道
セレビ・ピクウェにはボツワナ鉄道の支線が延びており、北のフランシスタウンや南の首都ハボローネと結ばれている。

### 空港
- セレビ・ピクウェ空港（英語版）